# Lucena
Pour les articles homonymes, voir Lucena (homonymie).
Pour la ville de la province de Castellón, voir Lucena del Cid.
Lucena est une commune de la province de Cordoue en Andalousie (Espagne). En 2005 elle comptait 39 783 habitants pour une superficie de 351 km².

## Géographie
Elle se situe à 487 m d'altitude et à 72 km de la capitale de la province, Cordoue.

## Histoire
Au Moyen Âge, la ville comptait une communauté juive qui s'y était réfugiée, notamment en provenance de Cordoue, lors de différentes émeutes antijuives.
La bataille de Lucena a lieu en 1483, dans le cadre de la guerre de Grenade. Elle oppose les troupes du royaume de Castille et celles du royaume nasride de Grenade. Au cours de cette bataille, les Espagnols capturent Boabdil de Grenade et tuent son général et beau-père Aliatar.

Blason de Lucena où figure l'étoile de David
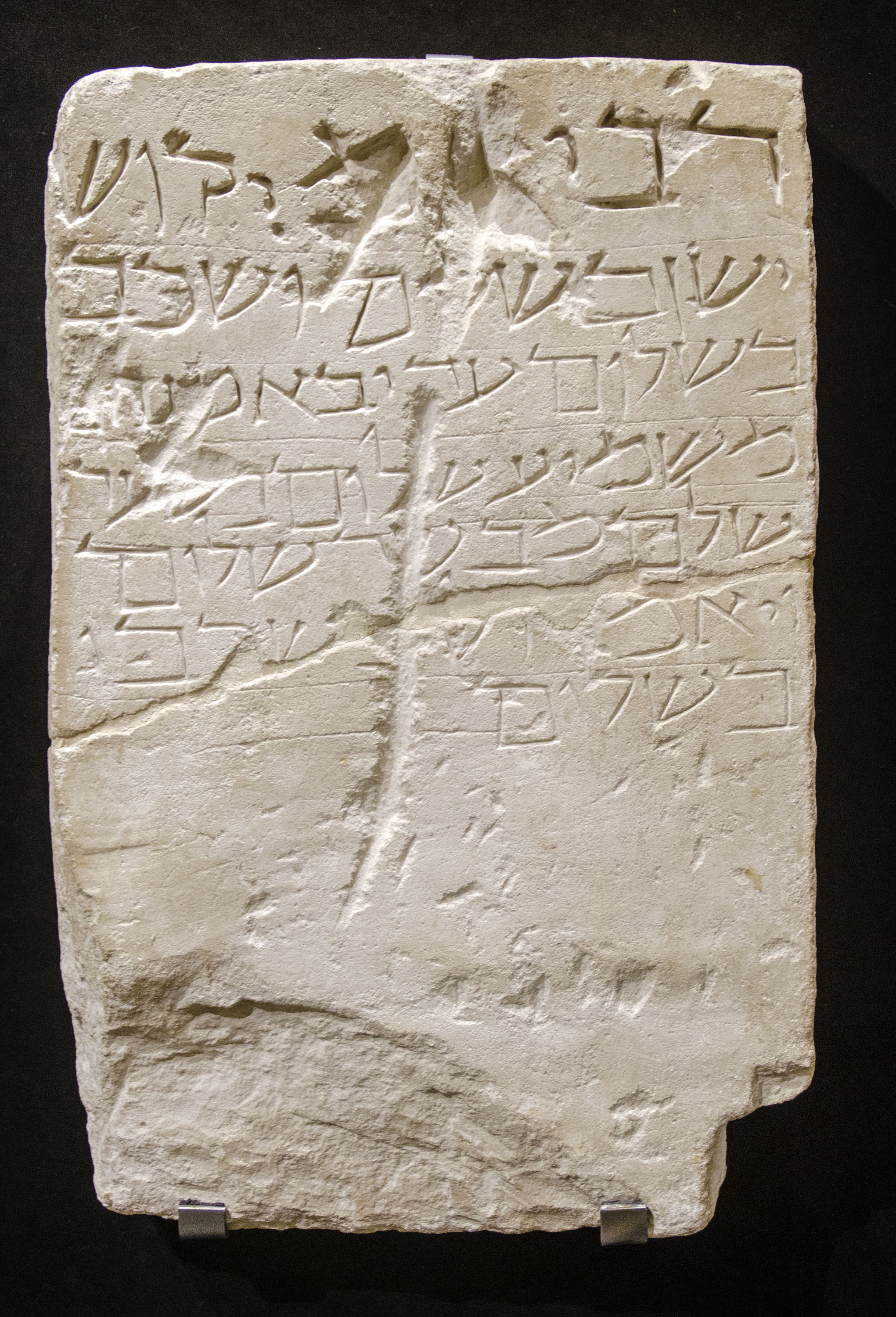
Pierre tombale du rabbin Amicos, avec inscriptions hébraïques, datant du XIIe s. trouvée dans la rue de Santiago à Lucena en 1958